# 九龍巴士32M線
九龍巴士32M線是香港新界的一條循環巴士路線，來往葵芳站及象山，途經葵涌道、大窩口站及石圍角，往葵芳站方向繞經國瑞路。
本路線是唯一會從青山公路途經德士古交匯處前往德士古道北的巴士路線。

## 歷史
- 1988年8月1日：32M線開辦投入服務，來往葵芳地鐵站及象山。
- 1989年12月29日：因應5號幹線通車，象鼻山路不能通往和宜合道，來回程改經和宜合交匯處、三棟屋路、二陂圳路、石圍角路及蕙荃路，不經象鼻山路。
- 1995年3月31日：改為循環運作，以象山為總站，葵芳地鐵站為循環點。
- 1999年8月8日：因象山總站旁的山坡有山泥傾瀉的紀錄，加上九巴精簡人手，象山總站不再派駐站長，故此路線改以葵芳地鐵站作總站，同時「象山」循環點由象山巴士總站遷往象山邨秀山樓。
- 1999年9月19日：往葵芳地鐵站方向離開石圍角路後，改為左轉蕙荃路，經廟崗街、城門道、青山公路－荃灣段、青山公路－葵涌段及支路返回國瑞路原有路線，不再途經荃錦交匯處及德士古道北。
- 2006年7月29日：增設空調巴士服務[1]。
- 2010年1月1日：尾班車開出時間延至23:45。
- 2010年10月25日：象山總站因應廣深港高速鐵路工程而須永久封閉，改用新建的支路掉頭折返[2]。
- 2012年5月7日：提升為全空調服務[3]，為途經荃灣區以至整個新界西的設有非空調巴士服務的巴士線之中，最後一批（當中包括39A及40線在內）改為全空調服務。
- 2015年12月31日：增設到站時間預報。

## 服務時間及班次
| 葵芳站開             | 葵芳站開    | 葵芳站開     |
| 日期                 | 服務時間    | 班次（分鐘） |
| -------------------- | ----------- | ------------ |
| 星期一至五           | 05:30-08:00 | 15           |
| 星期一至五           | 08:00-17:00 | 20           |
| 星期一至五           | 17:00-17:45 | 15           |
| 星期一至五           | 17:45-22:05 | 20           |
| 星期一至五           | 22:05-23:45 | 25           |
| 星期六、日及公眾假期 | 05:30-22:30 | 20           |
| 星期六、日及公眾假期 | 22:30-23:45 | 25           |

## 收費
全程：$5.2
| - 本線設有12歲以下小童及65歲或以上長者半價優惠。 - 65歲或以上香港居民使用「樂悠咭」，以及12歲以下合資格殘疾兒童使用「殘疾人士身份」個人八達通繳付車資，均可享有每程$2.0或半價（以較低者為準）的票價優惠；12至64歲合資格殘疾人士使用「殘疾人士身份」個人八達通（包括「樂悠咭」），以及60至64歲香港居民使用「樂悠咭」繳付車資，均可享有每程$2.0或全費（以較低者為準）的票價優惠。 - 65歲或以上長者如使用長者或一般個人八達通繳付車資，則只可享有半價優惠；12至64歲合資格殘疾人士如不使用「殘疾人士身份」個人八達通，以及60至64歲人士如不使用「樂悠咭」繳付車資，必須繳付全費。 - 乘客可以現金或八達通於上車時付款，不設找續。 - 每位成人乘客可免費攜帶最多兩名4歲以下而不佔座位的兒童乘客乘車，超額之4歲以下小童必須繳付小童車費乘車。 - 持有「九巴月票」之乘客在車票有效期內，每日可享最多10程任何九龍巴士及龍運巴士路線（包括本路線，以及聯營路線的九龍巴士／龍運巴士提供的班次；惟乘搭機場「A」及「NA」線則可享原價二七折優惠（不會計算每天10次合資格車程））；而B1線則每日可享最多各2程（不會計算每天10次合資格車程）。 - 九龍巴士、城巴、龍運巴士及陽光巴士全職員工及家屬（不包括外判職員）可免費乘搭本路線，惟必須拍職員或職員家屬八達通。 - 乘客亦可透過多元化電子支付系統（e度嘟）繳付車資，包括使用非接觸式VISA卡、JCB卡、萬事達卡、銀聯卡、美國運通、大來國際、Discover Card、Apple Pay、Google Pay、Samsung Pay、AlipayHK「易乘碼」、支付寶、WeChatHK／微信支付「搭車碼」、銀聯雲閃付「乘車碼」及BOC Pay「乘車碼」。乘客使用此付款方式，使用此支付方式的乘客可享有中途下車之分段收費，以及與其他九巴／龍運獨營路線或聯營線九巴／龍運班次之轉乘優惠，惟不適用於與非九巴／龍運路線之轉乘優惠，亦不能享有「公共交通費用補貼計劃」及「長者及合資格殘疾人士公共交通票價優惠計劃」。 |

### 八達通轉乘優惠
乘客登上本線後150分鐘內以同一張八達通卡轉乘以下路線，或從以下路線登車後150分鐘內以同一張八達通卡轉乘本線，次程可獲$4.2車資折扣優惠：
32M←→40、290(A)
- 32M往葵芳 → 40往麗港城、290(A)往彩明
- 40、290(A)往荃灣 → 32M往象山

32M←→屯門、元朗、天水圍巴士路線
- 32M → 57M、58M/58P、61M、67M、68A、69M、260C、265M或269M/269P往屯門、元朗或天水圍
- 57M、58M/58P、61M、67M、68A、69M/69P、260C、265M或269A/269M往葵青 → 32M

## 使用車輛
本路線使用3輛富豪B9TL 12米（AVBWU），均屬荔枝角車廠。亦有從31M、43C、45及235M線抽調之柯打，用車多為高載版富豪B9TL 12米（AVBWU）及亞歷山大丹尼士Enviro 500 MMC 11.3／12米（E6M／ATENU）。
| 車隊編號 | 車牌   |
| -------- | ------ |
| AVBWU21  | PJ5937 |
| AVBWU34  | PJ9802 |
| AVBWU51  | PS9079 |

## 行車路線

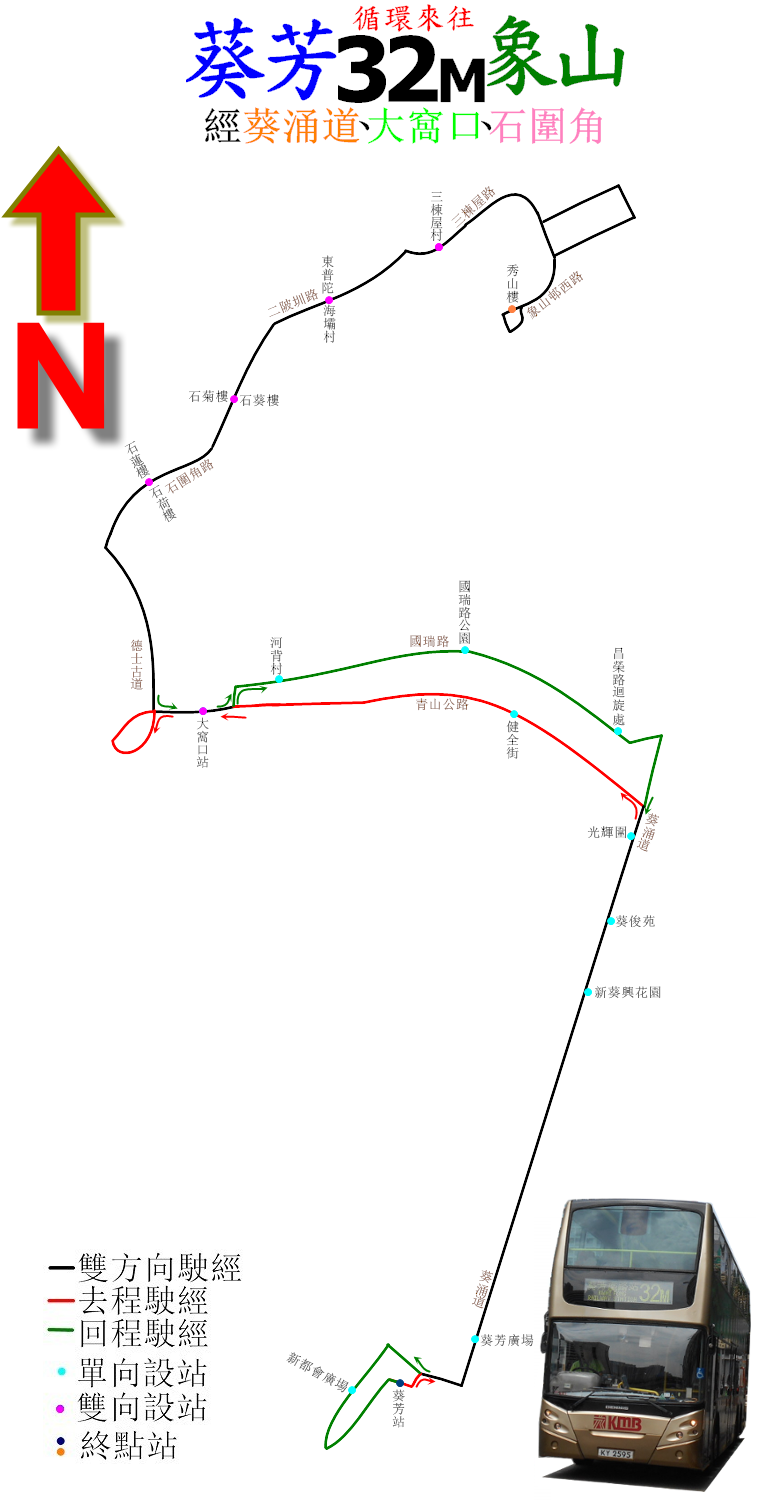
32M線的走線圖

經：葵義路、葵富路、葵涌道、青山公路－葵涌段、青山公路－荃灣段、德士古道北、荃錦交匯處、蕙荃路、石圍角路、二陂圳路、三棟屋路、和宜合交匯處、象山邨西路、掉頭支路、象山邨西路、和宜合交匯處、三棟屋路、二陂圳路、石圍角路、蕙荃路、廟崗街、城門道、青山公路－荃灣段、青山公路－葵涌段、支路、國瑞路、昌榮路迴旋處、葵涌道、葵富路、葵仁路及葵義路。

### 沿線車站
| 1                              | 葵芳站巴士總站 | 葵芳站公共運輸交匯處 |
| 2                              | 葵芳廣場       | 葵涌道               |
| 3                              | 光輝圍         | 葵涌道               |
| 4                              | 健全街         | 青山公路－葵涌段     |
| 5                              | 大窩口站       | 青山公路－葵涌段     |
| 德士古道北、荃錦交匯處、蕙荃路 |                |                      |
| 6                              | 石圍角邨石蓮樓 | 石圍角路             |
| 7                              | 石圍角邨石菊樓 | 石圍角路             |
| 8                              | 東普陀         | 二坡圳路             |
| 9                              | 三棟屋村       | 三棟屋路             |
| 10                             | 象山邨秀山樓   | 象山邨西路           |
| 11                             | 三棟屋村       | 三棟屋路             |
| 12                             | 海壩村         | 二坡圳路             |
| 13                             | 石圍角邨石葵樓 | 石圍角路             |
| 14                             | 石圍角邨石荷樓 | 石圍角路             |
| 15                             | 蕙荃體育館     | 蕙荃路               |
| 16                             | 大窩口站       | 青山公路－葵涌段     |
| 17                             | 國瑞路河背村   | 國瑞路               |
| 18                             | 國瑞路公園     | 國瑞路               |
| 19                             | 昌榮路迴旋處   | 國瑞路               |
| 20                             | 葵俊苑         | 葵涌道               |
| 21                             | 新葵興花園     | 葵涌道               |
| 22                             | 新都會廣場     | 葵仁路               |
| 23                             | 葵芳站巴士總站 | 葵芳站公共運輸交匯處 |

## 客量
此路線原意為石圍角及象山邨提供接駁港鐵的服務，但由於石圍角邨相對接近荃灣站，加上其作為荃灣綫的總站，選擇該站上車較容易有空位坐下，可免卻站立之苦，導致居民若要乘搭港鐵大多傾向步行至荃灣站。即使前往葵芳站一帶的新都會廣場、葵涌廣場消閒購物，但此路線走線較迂迴（需繞經國瑞路），而石圍角邨居民另有專線小巴94線可供選擇，客源有所分薄。此路線以繁忙時間接載學生乘客為主，週末及假日需求較平日為低。
根據2012-2013年度巴士路線發展計劃，此路線每日平均乘客量為2,926人次，週末及假日最繁忙半小時內載客率為33%。

### 引用
1. ↑  . 九巴. 2006-07-28  [2006-07-30]. （原始内容存档于2007-01-06） （中文（香港））.
2. ↑  . 運輸署. 2010-10-20  [2010-10-27]. （原始内容存档于2023-04-21） （中文（香港））.
3. ↑  . 九巴. 2012-05-03  [2012-05-04]. （原始内容存档于2019-12-11） （中文（香港））.
4. ↑  循環線折返點
5. ↑  此站祗供落客

### 來源
- 容偉釗. . 香港: BSI (香港). 2002年  [2017-06-23]. ISBN 962-8414-62-3. （原始内容存档于2016-03-26）. （页面存档备份，存于）
- 郭炳華. . 香港: 80M巴士專門店. 2010年. ISBN 962-8686-95-X.

## 外部連結
- 九巴32M線—九龍巴士 （页面存档备份，存于）
- 九巴32M線—i-busnet.com （页面存档备份，存于）
- 九巴32M線—681巴士總站（页面存档备份，存于）
- 香港巴士大典上的相关条目：九巴32M線